# Chuseok
Il Chuseok (추석?, 秋夕?, chuseokLR, ch'usŏkMR), originariamente noto come Hangawi (한가위?), dall'espressione arcaica che significava "la grande metà (dell'autunno)", è il principale festival del raccolto in Corea, celebrato il quindicesimo giorno dell'ottavo mese del calendario lunare. Il giorno precedente e quello successivo al Chuseok sono considerati festivi.
Per festeggiare il buon raccolto, i coreani si recano nelle città natali dei loro antenati e condividono un banchetto di cibi e bevande tradizionali, quali i songpyeon e i vini di riso sindoju e dongdongju.

## Origini
Storicamente e secondo la tradizione popolare, il Chuseok prende origine dal gabae (가배?), cioè dal giorno in cui, durante il regno del terzo re di Silla, terminava una competizione di tessitura, della durata di un mese, tra due squadre. Giunto il giorno del gabae, la squadra che aveva tessuto di più vinceva e le veniva offerto un banchetto dai perdenti. Si dice anche che il Chuseok indichi il giorno in cui Silla riportò una grande vittoria contro il regno rivale di Baekje, organizzando gare di tessitura, di tiro con l'arco e dimostrazioni di arti marziali per festeggiare.
Molti studiosi credono anche che il Chuseok debba la sua origine alle celebrazioni dello sciamanesimo coreano per l'arrivo della "Luna del raccolto". Poiché i nuovi raccolti vengono offerti alle divinità locali e agli antenati, il Chuseok potrebbe essere nato come rituale di adorazione.

## Tradizioni

### Riti per i defunti
Durante la settimana del Chuseok, le famiglie svolgono alcuni riti in memoria dei defunti. Uno di questi è il charye, che si pratica da migliaia di anni. Si svolge la mattina del Chuseok, quando si celebra una funzione per i propri antenati, onorando e ringraziando le quattro generazioni precedenti per i favori concessi. Si crede infatti che una persona, anche se fisicamente morta, resti in forma di spirito per proteggere i propri discendenti, pertanto le viene offerto del cibo. La disposizione delle pietanze del charye sulla tavola dev'essere precisa: riso e zuppa a nord, frutta e verdura a sud, carne a ovest e al centro, torte di riso e bevande, come makgeolli o soju, a est.
Seongmyo e beolcho sono altre due attività praticate durante il Chuseok. Il seongmyo consiste nella visita alle tombe degli antenati, mentre il beolcho nella rimozione delle erbacce dal sepolcro.

### Cibo

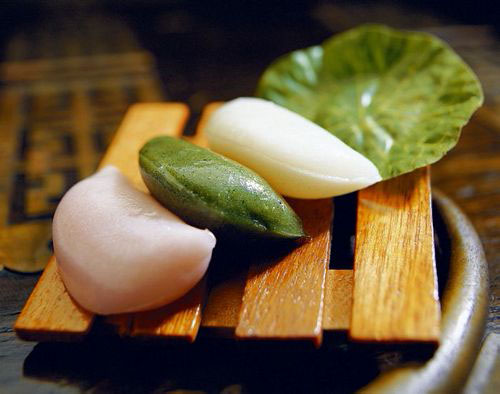
Un piatto di songpyeon.

Uno dei cibi principali preparati e mangiati durante il Chuseok è il songpyeon (송편?), una torta tradizionale di riso ripiena di ingredienti benefici quali semi di sesamo, fagioli mungo, cannella, pinoli, noci, castagne, giuggiole e miele, cotta a vapore sopra uno strato di aghi di pino (la sillaba "song" in songpyeon significa appunto "pino"). Gli aghi di pino non conferiscono solo un profumo aromatico al dolce, ma ne influenzano anche aspetto e sapore.
I songpyeon sono importanti anche per il significato della loro forma: quando la pasta di riso è aperta ricorda una Luna piena, mentre quando avvolge il ripieno una mezzaluna. Dai tempi dei tre regni di Corea si tramanda una leggenda secondo la quale queste due forme governarono i destini dei regni rivali di Baekje e Silla. Infatti, durante il regno di Uija di Baekje, la frase "Baekje è la Luna piena e Silla è la mezzaluna", trovata incisa sul guscio di una tartaruga, predisse la caduta di Baekje e l'avvento di Silla, profezia che si avverò quando Silla sconfisse il regno rivale in guerra. Da quel momento, i coreani iniziarono a ritenere la mezzaluna foriera di un brillante futuro di vittorie. Pertanto, durante il Chuseok, le famiglie si riuniscono a mangiare insieme sotto la Luna piena i songpyeon a forma di mezzaluna, in segno di buon augurio.
Un altro cibo tradizionale è lo hangwa, un dolce decorato con colori naturali e strutturato sulla base di disegni artistici. Gli hangwa sono fatti di ingredienti altamente nutritivi, come farina di riso, miele, frutta e radici, e si consumano non solo durante il Chuseok, ma anche in occasione di eventi speciali, come matrimoni e compleanni. I tipi più noti di hangwa sono gli yakgwa, gli yugwa e i dasik.
Altre pietanze servite durante questa ricorrenza sono i japchae, il bulgogi e la frutta.

### Giochi popolari

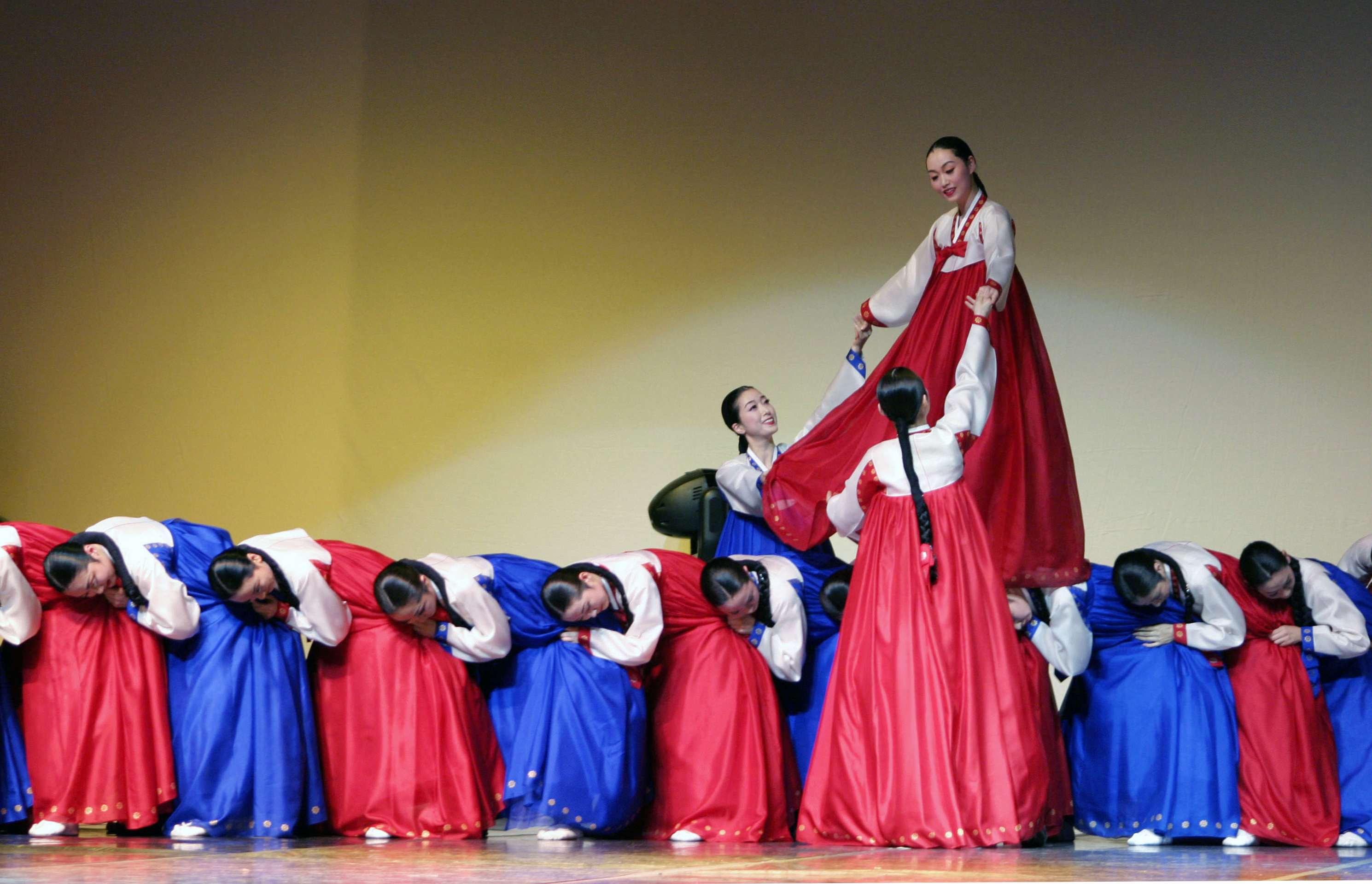
Un'esibizione di ganggangsullae.

Per festeggiare l'arrivo dell'autunno e un ricco raccolto, durante il Chuseok vengono organizzati numerosi giochi. Gli abitanti dei villaggi si vestono da mucche o da tartarughe e passano di casa in casa insieme a un gruppo di artisti di pungmul. Si organizzano gare di tiro con l'arco e ssirŭm, la lotta corpo a corpo tra uomini. La notte, sotto la Luna piena, le donne in hanbok ballano la danza ganggangsullae, formando un cerchio e cantando tenendosi per mano. Il nome ganggangsullae deriva dal ritornello intonato all'inizio di ogni verso e non ha un proprio significato.

## IlChuseokin Corea del Nord
Poiché il Chuseok è una festa tradizionale da prima della divisione delle Coree, anche la Corea del Nord lo celebra. Tuttavia, l'ideologia che separò le Coree ha causato differenze anche nel modo di festeggiare il Chuseok. Dal giorno della divisione, la Corea del Sud ha adottato una cultura occidentalizzata, pertanto trascorre il Chuseok divertendosi con la famiglia, mentre la Corea del Nord ha evitato di festeggiarlo fino alla metà degli anni ottanta.
Anche se la maggior parte dei nordcoreani non si riunisce con la famiglia durante il Chuseok, si cerca di recarsi sulle tombe degli antenati. Tuttavia, i trasporti pubblici carenti rendono quasi impossibili queste visite. Anche l'elevato costo del cibo e i problemi socio-economici spesso impediscono i festeggiamenti ai più poveri; al contrario, le classi abbienti trascorrono la festività come vogliono.